# Samowar

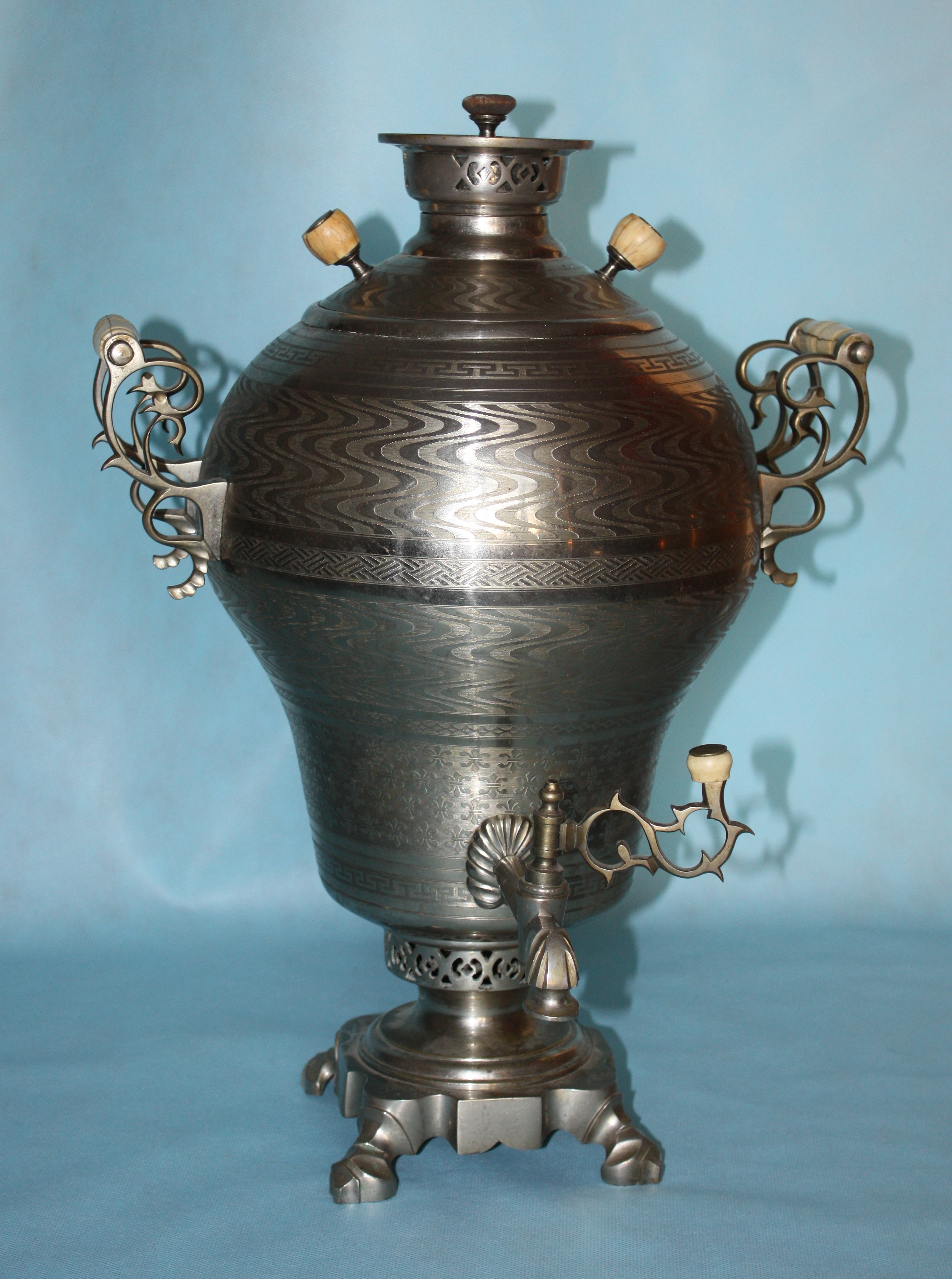
Samowar aus dem 19. Jahrhundert

Ein Samowar (russisch самовар ‚Selbstkocher‘ [səmɐ'var] anhörenⓘ; Komposition aus russisch само samo, deutsch ‚selbst‘ und russisch вар war, deutsch ‚kocht‘; persisch سماور) ist eine ursprünglich russische Teemaschine, ein Wasserkocher oder Heißwasserbereiter. Samoware gibt es in den verschiedensten Größen, von den bekannten, ausschließlich zur Teebereitung dienenden und oft kunstvoll verzierten Tischgeräten ab etwa einem Liter Inhalt über boilerähnliche Einheiten für die allgemeine Heißwasserbereitung in der Küche oder die Versorgung der Reisenden eines Eisenbahnwaggons (z. B. 1,5 ‚Wedro‘ („Eimer“) zu je 12,7 Litern = etwa 19 Liter) bis zu Kesseln von bis zu 40 Wedro (über einem halben Kubikmeter) Inhalt, die den gesamten Heißwasser- und teils auch Wärmebedarf eines großen Haushaltes decken konnten.

## Geschichte und Verbreitung

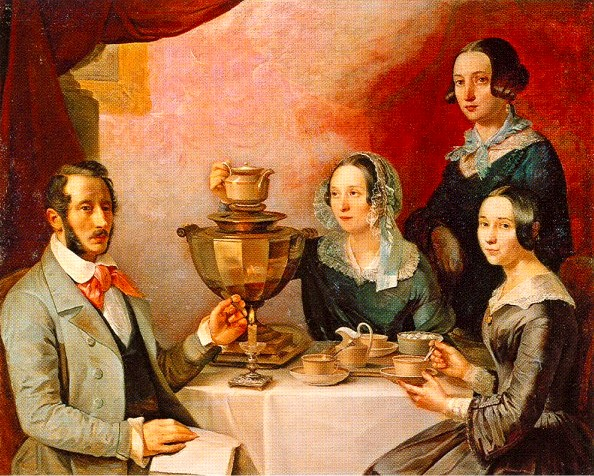
Familienporträt mit Samowar (Russland 1844)

Erste schriftliche Erwähnungen des Samowars finden sich in den 1730er-Jahren.
Speziell in Russland, Belarus, der Ukraine, der Türkei, im Iran und allgemein in Zentralasien ist diese Art des Teekochens verbreitet.
Ein Zentrum der russischen Samowarproduktion ist die Stadt Tula. Wenn man etwas Überflüssiges tut, trägt man in Russland keine Eulen nach Athen, sondern fährt mit dem eigenen Samowar nach Tula (russisch е́здить в Ту́лу со свои́м самова́ром).
Seit 2007 gibt es in Gorodez im Grischajew-Haus ein Museum mit dem Namen „Haus der russischen Samoware“, das eine umfangreiche Sammlung historischer Samoware zeigt.

Historische Samoware auf sowjetischen Briefmarken (1989)
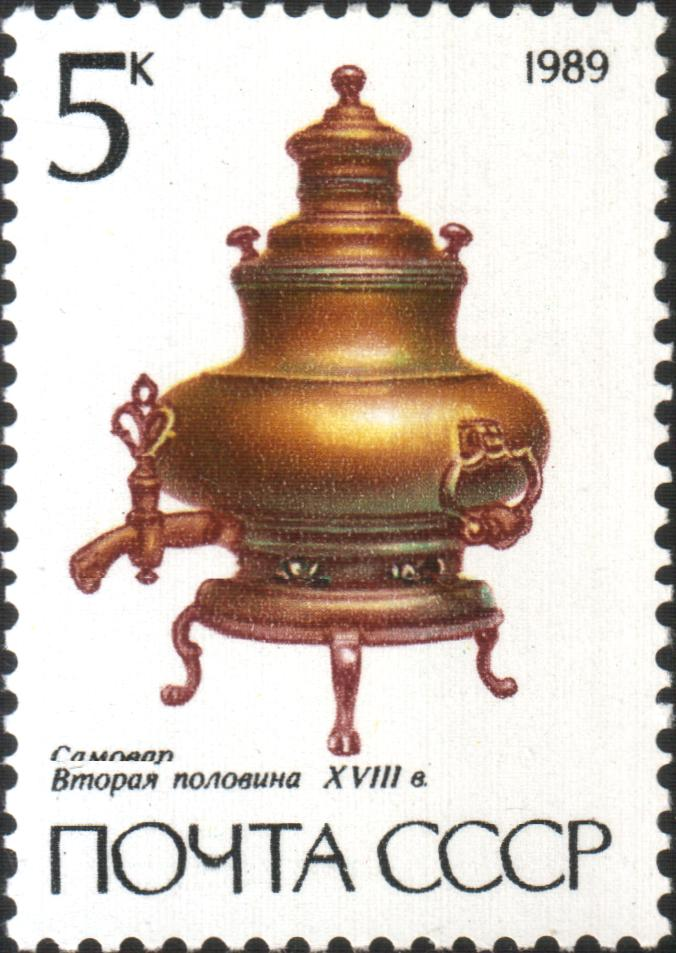
Samowar (zweite Hälfte 18. Jahrhundert)
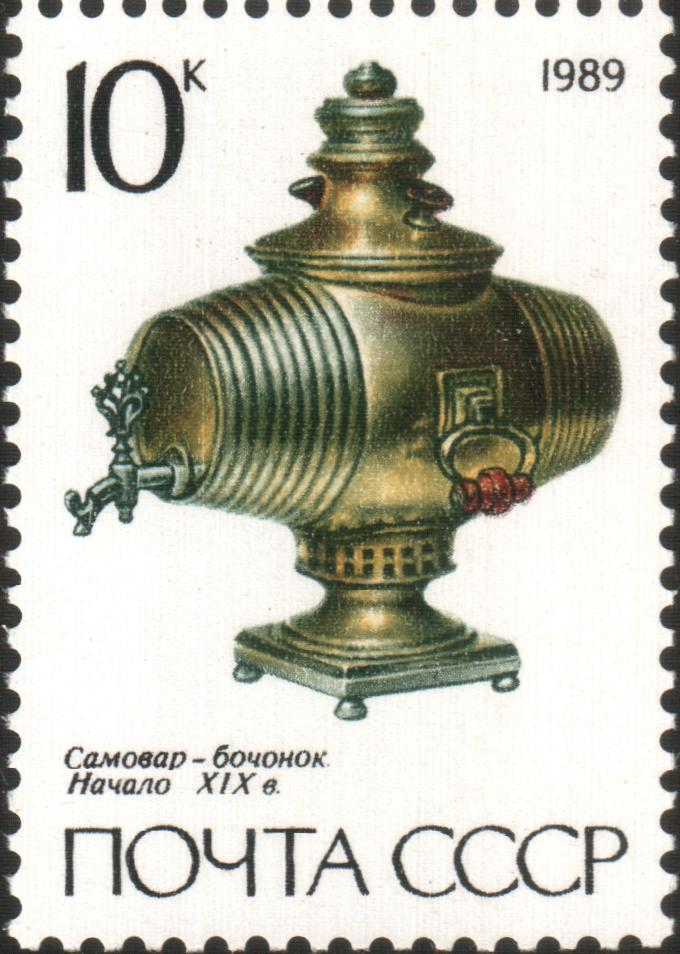
Samowar-Fässchen (Anfang 19. Jahrhundert)
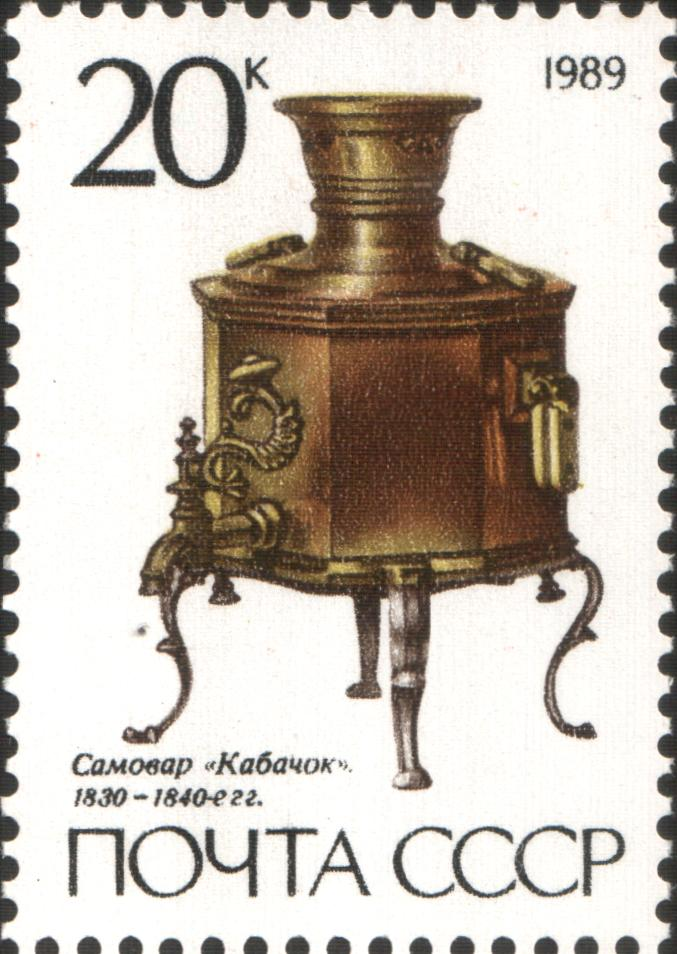
Samowar „Kabatschok“ (um 1830/1840)
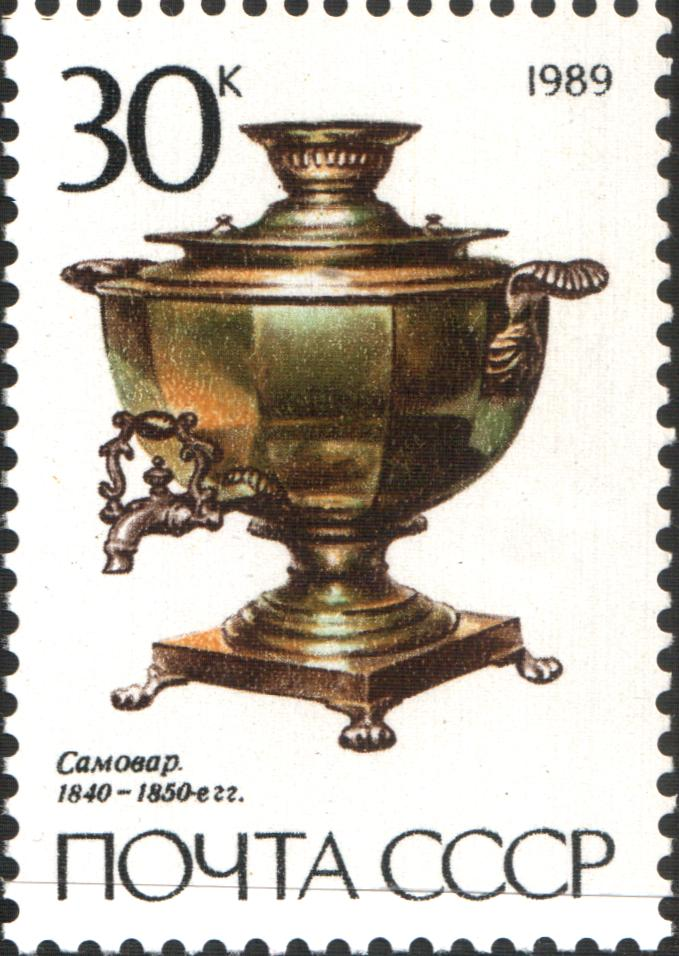
Samowar (um 1840/1850)

## Funktionsweise und Teezubereitung
Ursprünglich wurde ein Samowar mit Holzkohle oder Petroleum beheizt. Moderne Modelle funktionieren, wie bei heutigen Wasserkochern üblich, mit elektrischen Heizelementen. Den größten Teil eines Samowars stellt der metallene, meist kupferne Wasserkessel dar, an dessen unterem seitlichen Rand sich ein Ablasshahn befindet, durch den das heiße Wasser, bspw. zur Herstellung von Tee oder Mors aus Warenje, entnommen wird.
Die mit Brennstoffen beheizten Samoware haben im Inneren des Wasserkessels eine Röhre, in der die Verbrennung stattfindet. Die Zufuhr der Verbrennungsluft erfolgt über eine Lochblende unter dem Kessel. Über die Rohrwandung wird die Wärme an das die Röhre umgebende Wasser abgegeben. Gleichzeitig sorgt die senkrechte Röhre für den für eine gute Verbrennung nötigen Kamineffekt. Das obere Ende der Röhre durchstößt den Deckel des Wasserkessels mittig von unten. Zum Anheizen des Samowars wird auf das obere Rohrende eine Verlängerung aufgesetzt, um den Kamineffekt noch zu erhöhen. Ist das Wasser fertig gekocht, wird die Rohrverlängerung durch den „Komfort“ ersetzt; hierbei handelt es sich um einen Aufsatz, der an seiner Seite kleine Öffnungen hat, aus denen die noch heiße Verbrennungsluft (oberhalb des Kesseldeckels) austreten kann.
Meist werden Samoware oberseitig über eine Öffnung mit Wasser befüllt, die mit einem Deckel verschlossen wird. In diesem Deckel befinden sich wiederum Öffnungen, durch die der im Kessel bei der Aufheizung des Wassers entstehende Druck in Form von heißem Wasserdampf entweichen kann.
Dient der Samowar der Teebereitung, wird auf den Deckel eine kleine separate Kanne (russisch: Tschainik чайник = Teekessel, -kanne) gesetzt, in der dann mit einer großen Menge an Teeblättern (meist Schwarztee) und wenig Wasser ein Teekonzentrat – die sogenannte Sawarka – angesetzt wird. Dieses Konzentrat kann so über Stunden warmgehalten und verwendet werden. Den trinkbaren Tee erhält man erst, indem man eine kleine Menge Teekonzentrat mit dem kochenden Wasser aus dem Samowar verdünnt, in etwa im Verhältnis von 1:3 bis 1:10. Diese Vorgehensweise hat zwei Vorteile: Zum einen kann sich jeder den Tee in der gewünschten Konzentration mischen (lassen), zum anderen wird vermieden, dass sich in dem (oft nur umständlich zu reinigenden) Wasserkessel des Samowars Ablagerungen durch den Tee bilden.
Der Tee wird sowohl aus Tassen als auch aus Gläsern getrunken. Ein heißes Teeglas wird oft in einen metallenen Halter mit Henkel, den Podstakannik, eingesetzt und kann so gefahrlos in der Hand gehalten oder in fahrenden Zügen auf den Tisch gestellt werden.